# 島々
島々（しましま）は、長野県松本市安曇の集落の1つであり、1874年（明治7年）に安曇村が発足した際には、その構成4か村の1つであった。集落脇を国道158号が貫通し、松本方面から上高地・乗鞍高原・岐阜県方面に向かう際には必ず通過する。登山が盛んだったころには、北アルプス登山口として「島々宿」と呼ばれ栄えたが、現在は通過地になっている。かつては安曇村役場が置かれており、現在でも、松本市役所の支所が置かれているなど、安曇地区の中心機能を持っている。

## 概要
山の中を、比較的急な流れで南に向かって下って来た梓川は、島々集落の南東側で、流れを東に変えて、流れもゆるやかになる。その屈曲地点では、西から東に向かっていた島々谷川が合流する。その梓川の左岸にあるのが島々で、ほとんどの家屋は島々谷川の右岸にあり、一部が左岸にある。

## 人口
- 2012年1月1日現在で、世帯数131、人口319（男性147、女性172）である。
- 近世における人口推移は、1728年（享保13年）303、1806年（文化3年）323、1865年（慶応元年）404[1]。
- 近世・近代における世帯数推移は、1855年（安政2年）75、1868年（明治元年）80、1901年（明治34年）120、1935年（昭和10年）176[2]。
- 現代における人口推移は、1968年（昭和43年）640、1975年533、1990年（平成2年）495[3]、2012年（平成24年）319。

## 公共交通機関
- アルピコ交通上高地線新島々駅より、上高地・乗鞍高原行きなどの路線バスがある。梓川沿いのバス停留所で乗降する。所要時間約10分

## 文献
- 『安曇村誌　第3巻 歴史上』安曇村、1997年3月
- 『安曇村誌　第3巻 歴史下』安曇村、1998年3月